# Thyra du Danemark
Thyra (aussi Thorvi ou Thyre) est l'épouse du roi du Danemark Gorm l'Ancien, premier roi reconnu par l'histoire, qui a régné de c. 936 jusqu'à sa mort en c. 958.

## Origines
Selon Saxo Grammaticus, elle serait la fille d'un certain « Edelradus roi d'Angleterre (?) » et la mère des deux fils de Gorm: Haraldus et Kanutus. Son père l'aurait déshéritée au profit de ses petits-fils. 
D'après le Jómsvíkinga saga et  Snorri Sturluson, Thyra est la fille d'un certain  Jarl nommé « Harald Klak » qu'il est chronologiquement impossible d'identifier avec le roi des Danois homonyme. 

## Réputation

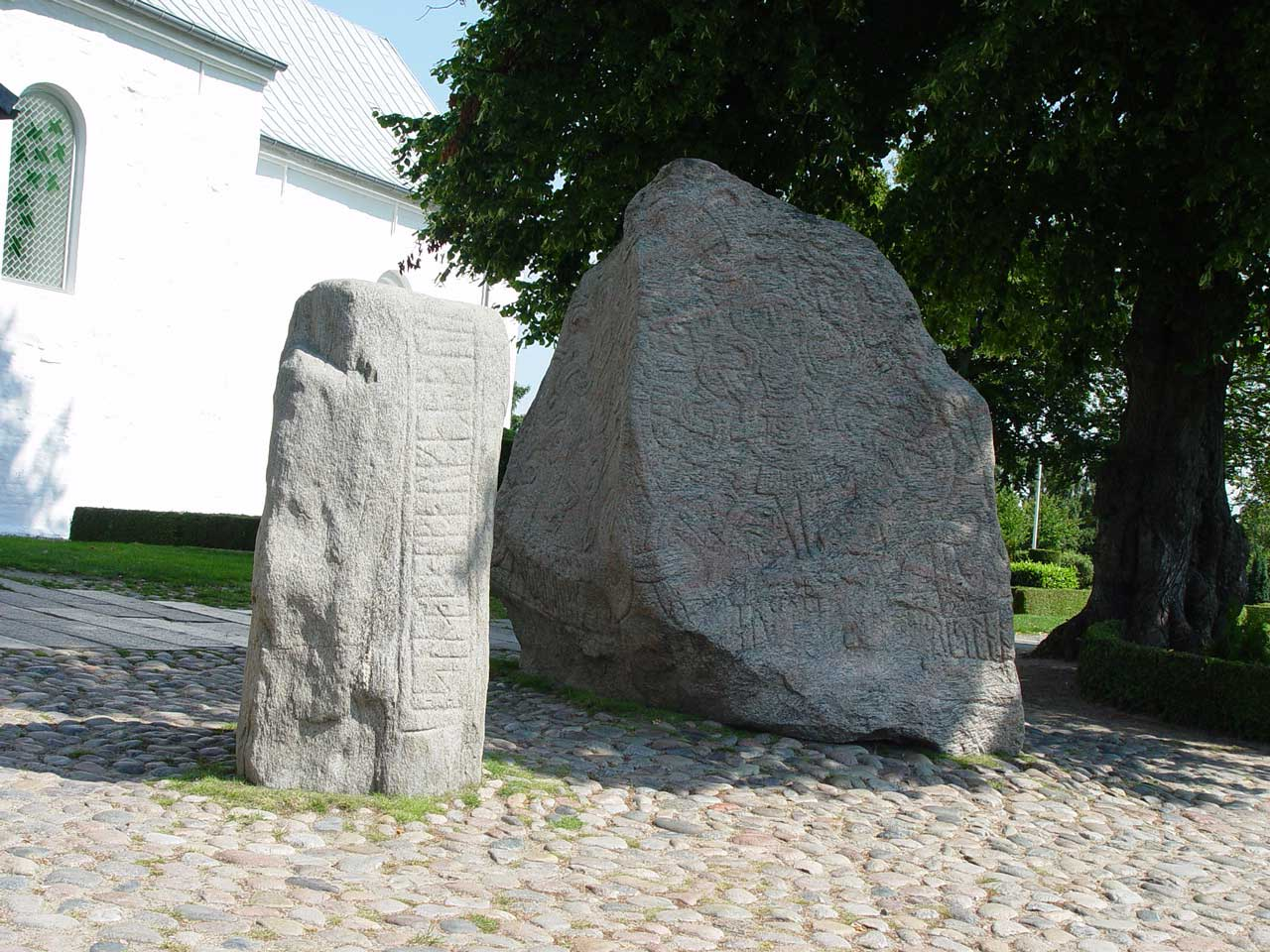
Pierre runique de Gorm l'Ancien et Thyra.

La tradition avance encore qu'elle a mené une armée contre les envahisseurs germaniques. Toujours selon les sagas Gorm et Thyra sont les parents de Knud Dana-ast et du roi Harald Ier de Danemark.
Saxo a écrit que Thyra est à l'origine de la construction du Danevirke sur la frontière sud, mais l'archéologie a révélé qu'il était beaucoup plus ancien et que le rôle de Thyra a été au mieux de  l'agrandir. La reine  est également évoquée par son fils Harald Ier dans une inscription runique de la Grosse pierre de Jelling au Jutland érigée à la gloire du roi Harald qui a « fait ce monument  en l'honneur de Gorm son père et de Thyre sa mère ».
Parmi les pierres runiques conservées, il semble que Thyra soit l'individu le plus souvent mentionné de son époque, ce qui serait un signe de son importance historique. On connaît en 2024 quatre pierres runiques mentionnant Thyra.

### Notoriété posthume
L'astéroïde (115) Thyra est nommé en son honneur.

## Sources et références
- (en) Cet article est partiellement ou en totalité issu de l’article de Wikipédia en anglais intitulé « Thyra » (voir la liste des auteurs).

1. ↑  Sawyer, Birgit. The Viking-age Rune-stones: Custom and Commemoration in Early Medieval Scandinavia, p. 158 (Oxford University Press, 2000).
2. ↑  Kongerækken at The Danish Monarchy.
3. ↑   Saxo Grammaticus La Geste des Danois traduite par Jean-Pierre Troadec présenté par François-Xavier DillmannW« L'aube des peuples » éditions Gallimard, Paris 1995  (ISBN 2070729036) Livres IX chapitre XI p. 412-415.
4. ↑  Snorri Sturluson, Histoire des rois de Norvège (tome I), traduite et présentée par François-Xavier Dillmann, Gallimard, Paris (2000)  (ISBN 2070732118), « Histoire de Halfdan le Noir », chapitre 5, p. 114, et note no 16, p. 432.
5. ↑  Salmonson, Jessica Amanda, The Encyclopedia of Amazons, Paragon House, 1991 (ISBN 978-1-55778-420-9), p. 251.
6. ↑  Musée national du Danemark (Nationalmuseet). The Danish collection: prehistoric period: Guide for visitors, para. 367 (Thiele 1908, translated by G. Auden).
7. ↑  
Imer, L., Kitzler Åhfeldt, L., & Zedig, H. (2023). A lady of leadership: 3D-scanning of runestones in search of Queen Thyra and the Jelling Dynasty. Antiquity, 97(395), 1262-1278. doi:10.15184/aqy.2023.108.
8. ↑  Lucie Malbos, Les peuples du Nord : de Fróði à Harald l'Impitoyable, Belin, coll. « Mondes anciens », 2024, 636 p. (ISBN 978-2-410-02741-9), II — Au cœur des temps vikings, chap. 7 (« Diaspora viking et consolidation des royaumes scandinaves »), p. 273-286.